# Torchwood (serija)
Torchwood (angleška izgovarjava: angleška izgovorjava: /'tɔːtʃwʊd/) je britanska znanstvenofantastična televizijska serija, ki jo je ustvaril Rusell T. Davies, glavni vlogi pa igrata John Barrowman in Eve Myles. Prikazuje dogodivščine in aktivnosti osebja podružnice fiktivnega inštituta Torchwood v valižanski prestolnici Cardiff. Pripadniki in pripadnice Torchwooda se v glavnem ukvarjajo z dogodki, ki so povezani z nezemeljskim življenjem.
Produkcijska korporacija BBC je sprva odobrila snemanje trinajstih epizod serije, ki je služila kot t. i. spin-off v Združenem kraljestvu izredno priljubljene nadaljevanke Doctor Who. S slednjo je tudi tesno povezana, tako od likov, idej, pa vse do enakega zgodovinskega ozadja, obenem pa je ime Torchwood anagram besed Doctor Who.
Serijo snemajo po okriljem BBC-jevega valižanskega oddelka BBC Wales. Prvi dve epizodi prve sezone so premierno predvajali 22. oktobra 2006 na televizijskih postajah BBC Three ter BBC HD. Druga sezona je doživela premiero na BBC Two in BBC HD 16. januarja 2008. Potrdili so tudi tretjo sezono nadaljevanke, ki pa bo spremenila format in jo bodo gledalci lahko spremljali kot mini serijo v petih delih. Tretja sezona je bila premierno predvajana julija 2009.

## O seriji
Dogajanje v seriji je postavljeno v Cardiff, kjer spremljamo dogodivščine valižanske podružnice tajne agencije po imenu Torchwood. Njeni člani se ukvarjajo predvsem s primeri izvenzemeljskega življenja ter tehnologije, katero tudi pridno zbirajo in preučujejo, z namenom, da bo nekoč v prihodnosti prišla človeštvu prav. Poveljnik podružnice Torchwood 3 stotnik Jack Harkness sam večkrat pravi, da organizacija deluje izven nadzora vlade, zunaj policije ter onkraj pristojnosti Združenih narodov. Javnost organizacijo vidi le kot skupino posebnih agentov, ne ve pa točno, s čim vse se ukvarja.
Serijo Torchwood BBC uvršča v svoj večerni termin po 9. uri, kar pomeni, da je njena vsebina lahko bolj "odrasla", nasilnejša in bolj seksualna od materinske serije Doctor Who, ki je namenjena predvsem otrokom in mladini. V prvi sezoni Torchwooda tako lahko zasledimo veliko stvari, ki so prebile led v franšizi Doctor Who: ljubezenske scene v spolnem kontekstu, poljube istospolnih partnerjev ter uporaba zelo sočnega besedišča.

## Igralska zasedba
| Igralec/igralka    | Lik v seriji          | Sezona  |
| ------------------ | --------------------- | ------- |
| John Barrowman     | Stotnik Jack Harkness | 1, 2 ,3 |
| Eve Myles          | Gwen Cooper           | 1, 2, 3 |
| Burn Gorman        | Dr. Owen Harper       | 1, 2    |
| Naoko Mori         | Toshiko Sato          | 1, 2    |
| Gareth David-Lloyd | Ianto Jones           | 1, 2, 3 |

Dogajanje v seriji se vrti okrog skupine sodelavcev, ki so zaposleni v Torchwoodu 3, valižanski podružnici inštituta Torchwood. Med drugim se najbolj posvečajo prostorsko-časovni razpoki, ki poteka skozi Cardiff, in vsemu, kar se skozi to razpoko izmuzne na naš svet. Skupino petih operativcev vodi stotnik Jack Harkness (igra ga John Barrowman), novinko tima predstavlja Gwen Cooper (Eve Myles), medicinskega strokovnjaka dr. Owen Harper (Burn Gorman), računalniško genijalko Toshiko Sato (Naoko Mori) ter vsestransko podporo Ianto Jones (Gareth David-Lloyd). Poleg članov tima se v seriji večkrat pojavi tudi Rhys Williams (Kai Owen), Gwenin fant in pozneje mož, ter policist Andy Davidson (Tom Price), Gwenin bivši sodelavec pri policiji.

## Liki v seriji

### Stotnik Jack Harkness
Stotnik Jack Harkness, ki ga igra škotsko-ameriški igralec John Barrowman, je vodja Torchwooda 3. Rodil se je v 51. stoletju in je sprva bil časovni agent, a po izgubi dveh let spomina se je zatekel k prevarantskim dejanjem v 20. stoletju. Takrat je tudi ukradel identiteto "stotnika Jacka Harknessa"; njegovo pravo ime ostaja neznano. Jack se je otresel svojih kriminalnih spon, ko je postal spremljevalec devetega ter desetega Doktorja v Doctor Who-ju. V 19. stoletju, potem ko je postal nesmrten, se je pridružil inštitutu Torchwood in sčasoma postal vodja valižanske podružnice inštituta. Zaradi svoje nesmrtnosti je živel dolgo življenje, bil je priča smrti svojega brata in nešteto drugih ter skozi leta osvojil mnoga srca, tako moških kot žensk.

### Gwen Cooper
Gwen Cooper, ki jo igra valižanska igralka Eve Myles, je začela delati pri Torchwoodu 3 leta 2007, v premierni epizodi serije z naslovom "Everything Changes". Pred tem je bila policistka, do druge sezone serije pa se že povzpne na delovno mesto takoj za vodjo. Gwen in njen fant Rhys se sčasoma poročita, tako da Gwen prevzame priimek Williams. Pred tem smo bili priča tudi ljubezenski aferi, ki jo je imela s sodelavcem dr. Owenom Harperjem. Vseskozi serijo je zaznati tudi nedoločeno in neizpovedano naklonjenost, ki jo goji do svojega nadrejenega, stotnika Jacka Harknessa.

### Ianto Jones
Ianto Jones, ki ga igra valižanski igralec Gareth David-Lloyd, ima v Torchwoodu 3 vlogo splošne podpore. Iantove delovne naloge so sprva obsegale čiščenje za raznoraznimi aktivnostmi Torchwoodovega tima ter preskrbo s kavo in čajem, pozneje pa se je sodelavcem pridružil tudi pri akcijah zunaj sedeža podružnice. Ianto je v podružnico v Cardiffu prispel iz sedeža orgaizacije v Londonu (Torchwood 1). Najprej je to priložnost videl le kot način, da bo lahko svoje dekle Liso Hallet obdržal pri življenju. Lisa je namreč utrpela delno preobrazbo v kiborga, po zmešnjavi, ki ga povzroči v novem prebivališču v Cardiffu, pa jo v epizodi "Cyberwoman" ostali člani tima eliminirajo. Ianto nato zapade v spolno razmerje z vodjo tima, Jackom. Ostali razmerje sprejmejo z mešanimi občutki. Spletna stran za gej moške AfterElton.com je lik Ianta Jonesa uvrstila na 7. mesto najboljših homoseksualnih in biseksualnih likov v moderni znanstveni fantastiki (s področja televizije, filma ter stripov), medtem ko je Iantov ljubimec, stotnik Jack Harkness, pristal na 1. mestu.

### Dr. Owen Harper
Dr. Owen Harper, ki ga igra britanski igralec Burn Gorman, je v Torchwoodu 3 zaposlen kot medincinski strokovnjak. Po izgubi svoje zaročenke zaradi izvenzemeljskega parazita Owena rekrutira stotnik Jack Harkness in ga zaposli v inštitutu. Tekom službovanja pri Torchwoodu je menjal mnogo partnerk, s katerimi je imel prevsem kratka ljubezenska razmerja, vključno s Suzzie Costello in Gwen Cooper. Začuda se ni nikoli odzval na ljubezenske poglede svoje sodelavke Toshiko Sato. V drugi sezoni serije ga ubije Aaron Copley, vendar ga s pomočjo izvenzemeljske tehnologije vrnejo nazaj v življenje oziroma v stanje živečega mrtveca. V finalni epizodi druge sezone zaradi izpostavljenosti visokim dozam radiacije Owen dobesedno izpari v zrak, s čimer se poskus njegovega oživljanja izniči.

### Toshiko Sato
Toshiko Sato, ki jo igra japonska igralka Naoko Mori, je v Torchwoodu 3 računalniška strokovnjakinja. Po naravi je tiha, profesionalna, o sebi ne pove veliko, ves čas pa goji ljubezenska čustva do kolege dr. Owena Harperja. V inštitut je prišla po tem, ko jo je zasegla podobna organizacija pod imenom UNIT. Toshiko, ali na kratko Tosh, jim je namreč ukradla načrte za napravo, s čimer bi lahko osvobodila svojo zaprto mati. V finalni epizodi druge sezone jo ubije Jackov brat Gray.

## Prizorišča
Serijo Torchwood snemajo v Cardiffu, prestolici Walesa. Ustvarjalci Torchwooda so Cardiff namenoma prikazali kot živahno urbano središče, kar je v nasprotju z zastarelimi stereotipi, ki jih veliko ljudi pripisuje Walesu. "Na spregled ni niti enega samcatega moškega pevskega zbora ... ali pa rudarja," je za BBC Wales izjavila Menna Richards. Serijo snemajo tudi zunaj Cardiffa, kot na primer v valižanskem mestecu Merthyr Tydfil.
Sedež tima, kateremo pravijo tudi Središče (angleško the Hub), leži pod trgom Roald Dahl Plass v zalivu mesta Cardiff. Samo Središče je tri nadstropja globoko, skozi njegovo sredino pa poteka visok steber, katerega vrh je viden kot fontana na trgu nad Središčem. Pri vznožju stebra je naprava, s katero pripadniki Torchwooda nadzorujejo prostorsko-časovno razpoko, ki poteka skozi Cardiff.

## Epizode serijeTorchwood

### Prva sezona (2006 - 2007)
Epizode prve sezone so snemali med majem in novembrom 2006. Prvi dve epizodi sta doživeli premiero 22. oktobra 2006 na televizijskih kanalih BBC Three in BBC HD. Predvajali so ju eno za drugo, enako pa se je zgodilo z zadnjima dvema epizodama prve sezone, ki sta bili premierno predvajani 1. januarja 2007. Vsem ostalim epizodam so dodelili nedeljski spored ob 10. uri zvečer.
| Št. | Naslov epizode            | Koda | Scenarist                     | Režiser         | Premierno predvajanje |
| --- | ------------------------- | ---- | ----------------------------- | --------------- | --------------------- |
| 01  | "Everything Changes"      | 1.1  | Russell T Davies              | Brian Kelly     | 22. oktober 2006      |
| 02  | "Day One"                 | 1.2  | Chris Chibnall                | Brian Kelly     | 22. oktober 2006      |
| 03  | "Ghost Machine"           | 1.3  | Helen Raynor                  | Colin Teague    | 29. oktober 2006      |
| 04  | "Cyberwoman"              | 1.4  | Chris Chibnall                | James Strong    | 5. november 2006      |
| 05  | "Small Worlds"            | 1.5  | Peter J. Hammond              | Alice Troughton | 12. november 2006     |
| 06  | "Countrycide"             | 1.6  | Chris Chibnall                | Andy Goddard    | 19. november 2006     |
| 07  | "Greeks Bearing Gifts"    | 1.7  | Toby Whithouse                | Colin Teague    | 26. november 2006     |
| 08  | "They Keep Killing Suzie" | 1.8  | Paul Tomalin in Dan McCulloch | James Strong    | 3. december 2006      |
| 09  | "Random Shoes"            | 1.9  | Jacquetta May                 | James Erskine   | 10. december 2006     |
| 10  | "Out of Time"             | 1.10 | Catherine Tregenna            | Alice Troughton | 17. december 2006     |
| 11  | "Combat"                  | 1.11 | Noel Clarke                   | Andy Goddard    | 24. december 2006     |
| 12  | "Captain Jack Harkness"   | 1.12 | Catherine Tregenna            | Ashley Way      | 1. januar 2007        |
| 13  | "End of Days"             | 1.13 | Chris Chibnall                | Ashley Way      | 1. januar 2007        |

### Druga sezona (2008)
Drugo sezono so snemali med aprilom in novembrom 2007, premiero pa je doživela 16 januarja 2008. Zaradi zahtev publike, predvsem pa mlajših generacij, so vsako epizodo ponovili naslednji dan po premiernem prevajanju, le da v prirejeni obliki za mlajše gledalce in v zgodnejšem terminu. Prvih pet epizod so predvajali na BBC Two in BBC HD, od šeste do predzadnje epizode sezone pa se je serija preselila na BBC Three (s ponovitvami teden dni kasneje na BBC Two in BBC HD). Zadnja epizoda druge sezone je premiero ponovno doživela na BBC Two in BBC HD.
| Št. | Naslov                 | Koda | Scenarist          | Režiser              | Premierno predvajanje |
| --- | ---------------------- | ---- | ------------------ | -------------------- | --------------------- |
| 14  | "Kiss Kiss, Bang Bang" | 2.1  | Chris Chibnall     | Ashley Way           | 16. januar 2008       |
| 15  | "Sleeper"              | 2.2  | James Moran        | Colin Teague         | 23. januar 2008       |
| 16  | "To the Last Man"      | 2.3  | Helen Raynor       | Andy Goddard         | 30. januar 2008       |
| 17  | "Meat"                 | 2.4  | Catherine Tregenna | Colin Teague         | 6. februar 2008       |
| 18  | "Adam"                 | 2.5  | Catherine Tregenna | Andy Goddard         | 13. februar 2008      |
| 19  | "Reset"                | 2.6  | J.C. Wilsher       | Ashley Way           | 13. februar 2008      |
| 20  | "Dead Man Walking"     | 2.7  | Matt Jones         | Andy Goddard         | 20. februar 2008      |
| 21  | "A Day in the Death"   | 2.8  | Joseph Lidster     | Andy Goddard         | 27. februar 2008      |
| 22  | "Something Borrowed"   | 2.9  | Phil Ford          | Ashley Way           | 5. marec 2008         |
| 23  | "From Out of the Rain" | 2.10 | Peter J. Hammond   | Jonathan Fox Bassett | 12. marec 2008        |
| 24  | "Adrift"               | 2.11 | Chris Chibnall     | Mark Everest         | 19. marec 2008        |
| 25  | "Fragments"            | 2.12 | Chris Chibnall     | Jonathan Fox Bassett | 21. marec 2008        |
| 26  | "Exit Wounds"          | 2.13 | Chris Chibnall     | Ashley Way           | 4. april 2008         |

### Posebna radijska epizoda (2008)
10. septembra 2008 je Torchwood doživel svojo radijsko premiero v obliki posebne audio drame na nacionalnem BBC Radio 4. Verzija v obliki MP3-formata je bila na voljo zastonj do 18. septembra, ko so radijsko igro izdali na zgoščenki in v digitalni obliki kot plačljivo MP3-datoteko.
| Naslov       | Scenarist      | Režiser    | Premierno predvajanje |
| ------------ | -------------- | ---------- | --------------------- |
| "Lost Souls" | Joseph Lidster | Kate McAll | 10. september 2008    |

### Tretja sezona (2009)
Junija 2008 je BBC potrdil, da se serija Torchwood vrača s tretjo sezono. Za razliko od prvih dveh sezon je bila tretja posneta v obliki mini serije v petih delih po 60 minut, prikazana pa bo v celoti v enem tednu poleti 2009. Svoje vloge bodo v tretji sezoni ponovno odigrali John Barrowman, Eve Myles, Gareth David-Lloyd in Kai Owen.
| Št. | Naslov                    | Koda | Scenarist        | Režiser   | Premierno predvajanje |
| --- | ------------------------- | ---- | ---------------- | --------- | --------------------- |
| 27  | Children of Earth, 1. del | 3.1  | Russell T Davies | Euros Lyn | 6. julij 2009         |
| 28  | Children of Earth, 2. del | 3.2  | John Fay         | Euros Lyn | 7. julij 2009         |
| 29  | Children of Earth, 3. del | 3.3  | James Moran      | Euros Lyn | 8. julij 2009         |
| 30  | Children of Earth, 4. del | 3.4  | Russell T Davies | Euros Lyn | 9. julij 2009         |
| 31  | Children of Earth, 5. del | 3.5  | Russell T Davies | Euros Lyn | 10. julij 2009        |

## Predvajanje serije po svetu
Matična hiša Torchwooda je BBC. Prvi dve epizodi prve sezone so v Združenem kraljestvu premierno predvajali 22. oktobra 2006 na televizijskih postajah BBC Three ter BBC HD, druga sezona pa je doživela premiero na BBC Two in BBC HD 16. januarja 2008.
Po svetu so serijo prikazovale oziroma jo prikazujejo naslednje TV-hiše:
- Kanada:
  - CBC,
  - Ztélé,
  - Space,
- Nova Zelandija:
  - TV2,
- Avstralija:
  - Network Ten,
  - UKTV,
  - Imparja,
  - Ten HD,
- Združene države Amerike:
  - BBC America,
  - HDNet,
- Švedska:
  - TV4 Plus,
- Mehika:
  - XEIMT-TV Canal 22,
- Španija:
  - Cuatro,
- Francija:
  - NRJ 12,
- Južna Koreja:
  - KNN,
- Turčija:
  - TRT,
- Italija:
  - Jimmy,
- Hong Kong:
  - ATV World,
- Finska:
  - YLE TV2,
- Belgija in  Nizozemska:
  - Sci-Fi Channel,
- Nemčija:
  - RTL II,
- Grčija:
  - Skai TV,
- Hrvaška:
  - HRT2,
- Portugalska:
  - Sic Radical,
- Južnoafriška republika:
  - BBC Entertainment.